# Tintura de iodo
Tintura de iodo é uma solução de iodo elemental (I2) em concentração mássica (massa do soluto por volume total da solução) que varia de 2 a 10 % em solvente hidroalcoólico (água destilada e álcool etílico etanol, cujos teores variam desde o mínimo que garanta a solubilidade do iodo no etanol, complementação feita pela água, até o extremo inverso. Foi utilizado a partir de 1908 no preparo pré-operatório da pele pelo cirurgião Antonio Grossich.
Com o fim de dissolver apenas em água, pelo efeito do efeito íon comum, também se lhe pode adicionar iodeto de potássio (KI), constituindo-se a solução chamada lugol, que pode ser utilizada essencialmente para o mesmo fim, sobretudo quando não se deseja a presença de etanol. Essa solução, lugol, em comparação à iodopovidona, tem a desvantagem de manchar e não poder ser lavada.
Pode ser usada para sanitizar águas, usando-se 5 gotas de tintura de iodo a 2% por litro de água a ser tratada, deixando-se agir após a adição por 30 minutos antes da ingestão, tempo necessário para todos os vírus e bactérias serem eliminados. Se a temperatura da água é menor que 20 °C (68 °F), o tempo de ação deverá ser elevado para algumas horas e a dosagem deve ser atribuida para 10 gotas da tintura desta concentração.
Também pode ser utilizada no tratamento de infecções cutâneas em aves como a Bouba Aviária, pincelando-se no local.